# Valarin
Le valarin est une langue construite imaginée par le romancier et philologue J. R. R. Tolkien pour son légendaire. Dans l'univers de fiction dans lequel se déroulent les récits de la Terre du Milieu, le valarin (ou lambe valarinwa) est la langue des Valar, c'est-à-dire de ceux des Ainur qui décidèrent de « prendre forme » en Arda.

## Histoire
En valarin comme pour les autres langues qu'inventa Tolkien, il faut distinguer deux axes chronologiques de développement :
- l'un, externe, concerne l'évolution des conceptions de la langue pendant la vie de leur auteur,
- l'autre, interne, concerne l'évolution historique de la langue à l'intérieur même du monde imaginaire dans lequel elle se parle.

### Histoire externe
Les conceptions de Tolkien sur cette langue ont changé plusieurs fois au cours de sa vie. Dans ses premiers écrits (Le Livre des Contes Perdus), elle est d'abord présentée comme une langue secrète. Néanmoins, elle réapparaît plus tard dans le Lhammas, un traité linguistique rédigé par Tolkien dans les années 1930, cette fois-ci comme langue mère de toutes les autres langues de la Terre du Milieu. Dans les écrits qui suivirent cette période, la langue valarine n'est plus mentionnée, et Tolkien sembla décider que les Valar n'avaient finalement pas besoin d'une telle langue, comme il l'affirma dans une lettre adressée à une lectrice en 1958.
Vers 1959-1960, il revint à nouveau sur cette décision et aborda la langue valarine sous un nouvel angle dans un long texte, Quendi & Eldar. Cet essai assez technique offre un prétexte à Tolkien pour exprimer ses idées sur la nature du langage et sa relation avec la pensée cognitive. On y apprend que les Ainur, qui font figure de « puissances archangéliques » dans son univers de fiction, pouvaient pratiquer la « communication par la pensée » (ósanwe) et qu'ils n'avaient par conséquent pas réellement besoin d'une langue articulée. Les Valar se créèrent cependant une langue pour eux-mêmes lorsqu'ils se parèrent de formes visibles, à la fois pour expérimenter leur nouvelle apparence physique et pour mieux comprendre le mode de pensée des autres créatures douées de parole. 
Toutes nos informations essentielles proviennent de ce dernier texte de Tolkien sur le sujet. Il ne développa pas la langue valarine en détail, mais en donna seulement une description succincte accompagnée d'une très courte liste de termes. Pour autant qu'on puisse en juger, le valarin ne ressemble à aucune autre langue inventée par Tolkien. Certains détails apparents de structure pourraient laisser penser qu'il s'est librement inspiré de langues réelles comme l'akkadien (ainsi un usage supposé de procédés comme la mimation dans la flexion des noms), mais cela reste une hypothèse.

### Histoire interne
Lorsqu'ils prirent corps en Arda, les Valar se dotèrent donc d'une langue articulée, destinée à leur propre usage. Cependant, ils s'adressaient aux Elfes qui les côtoyaient dans la propre langue de ces derniers, le quenya. Par conséquent, les Elfes ne furent pas souvent en contact avec la langue valarine. 
Les Elfes de la famille des Vanyar, qui étaient plus proches des Valar que les Ñoldor, en adoptèrent un peu plus de mots, par exemple tulukha(n) « jaune », adopté sous la forme tulka en quenya vanyarin. Cependant, ses sonorités leur semblaient souvent difficiles à prononcer, sinon déplaisantes, et globalement le valarin leur resta étranger. Aussi ces emprunts restèrent-ils très limités, et les Elfes ne consignèrent par écrit que très peu d'informations sur cette langue complexe. Les rares éléments encore connus, parfois très incertains, proviennent des traités du sage Rúmil et, plus tard, des notes linguistiques de l'érudit Pengolodh. Ils se limitent à des listes de noms propres dont l'interprétation n'est pas toujours aisée, par exemple Mânawenûz (= Manwë), U(l)lubôz (= Ulmo) ou Ibrîniðilpathânezel (= Telperion), et à quelques mots isolés, que les linguistes elfiques tentèrent avec plus ou moins de succès de classer par catégories. En tout, le vocabulaire valarin publié à ce jour compte une trentaine de mots ou expressions.

## Corpus
On connait quelques éléments de valarin donnés par le linguiste elfe (fictif) Pengolodh dans The War of the Jewels. Entre autres :
| Valarin                       | Français                           |
| ayanūz                        | Ainu                               |
| aþāra                         | prescrit                           |
| akašān                        | Il dit                             |
| delgūmā                       | dôme                               |
| iniðil                        | lis, ou autre grande fleur isolée  |
| ithīr                         | lumière                            |
| maχallām                      | trône                              |
| māχan                         | autorisation, décision d’autorité  |
| māχanumāz (singulier māχanāz) | Autorités                          |
| mirub                         | vin                                |
| mirubhōzē                     | miruvor (début d’un mot plus long) |
| rušur / uruš                  | feu                                |
| šata / ašata                  | cheveu                             |
| šebeth                        | air                                |
| tulukha(n)                    | jaune                              |
| ullu / ulu                    | eau                                |

## Liens avec d'autres langues
On pourrait probablement rapprocher le valarin iniðil de l'adûnaic inzil (« fleur »), le valarin Mâchananaškad (« Anneau du Destin ») du noir parler nazg (« anneau ») ou encore le valarin *gas (« chaleur », isolé du composé Aþâraigas désignant le soleil) du noir parler ghâsh (« feu »). Bien que Tolkien ait abandonné son idée initiale de faire du valarin l'ancêtre de toutes les autres langues de la Terre du Milieu, il reste raisonnablement logique que le khuzdul des Nains et le noir parler, respectivement inventés, dans l'univers de fiction, par le Vala Aulë et le Maia Sauron, soient inspirés du valarin.